# Ziegler (Familienname)
Ziegler ist ein deutscher Familienname.

## Namensträger

### A
- Adolf Ziegler (Mediziner) (1820–1889), deutscher Anatom und Modelleur
- Adolf von Ziegler (um 1850–nach 1919), deutscher Richter
- Adolf Ziegler (Richter) (1890–1985), Schweizer Richter
- Adolf Ziegler (Maler) (1892–1959), deutscher Maler und Kulturpolitiker
- Adolf Ziegler (Politiker) (1894–1972), deutscher Politiker (NSDAP)
- Adolf Ziegler (Schauspieler) (1899–1985), deutscher Schauspieler und Schauspiellehrer
- Adolf Wilhelm Ziegler (1903–1989), deutscher Theologe, Kirchenhistoriker und Hochschullehrer
- Alan C. Ziegler (1926–2003), US-amerikanischer Zoologe und Paläontologe
- Alberik Ziegler (* 1935), Schweizer Politiker, Regierungsrat Uri
- Albert Ziegler (Unternehmer) (1862–1910), deutscher Unternehmer und Firmengründer
- Albert Ziegler (Pilot) (1888–1946), rumäniendeutscher Flugpionier
- Albert Ziegler (Theologe) (1927–2022), Schweizer Theologe, Ethiker und Autor
- Albert Ziegler (Psychologe) (* 1961), deutscher Psychologe
- Albert Ziegler-Strohecker (1881–1942), Schweizer Kapellmeister und Musikpädagoge
- Alexander Ziegler (Kaufmann) (1596–1673), Schweizer Kaufmann und Bankier
- Alexander Ziegler (Schriftsteller, 1822) (1822–1887), deutscher Reiseschriftsteller
- Alexander Ziegler (Schriftsteller, 1944) (1944–1987), Schweizer Schauspieler und Schriftsteller
- Alexander Ziegler (Leichtathlet) (* 1987), deutscher Hammerwerfer
- Alfred Ziegler (Historiker) (1863–1949), Schweizer Lehrer und Historiker
- Alfred Ziegler (Physiker) (* 1951), deutscher Physiker und Hochschullehrer
- Alfred M. Ziegler (* 1938), US-amerikanischer Geologe und Paläontologe
- Alicia Ziegler (* 1981), US-amerikanische Schauspielerin, Bodybuilderin und Model
- Alois Ziegler (1856–1935), Schweizer Drucker und Verleger
- Ambrosius Ziegler (1684–1739), österreichischer Ordensgeistlicher
- Andreas Ziegler (Radsportler), deutscher Radsportler
- Andreas Ziegler (Rennfahrer), deutscher Rennfahrer
- Andreas Ziegler (Volkswirt) (* 1967), deutscher Volkswirt, Statistiker und Hochschullehrer
- Andreas R. Ziegler (* 1967), Schweizer Rechtswissenschaftler und Hochschullehrer
- Anette-Gabriele Ziegler (* 1958), deutsche Diabetologin
- Anna Ziegler (Politikerin) (1882–1942), deutsche Politikerin (USPD, SPD)
- Anna Ziegler (Autorin) (* 1979), US-amerikanische Theaterautorin
- Anne Marie von Ziegler (um 1545–1575), deutsche Betrügerin und Alchemistin
- Anneliese Ziegler (Anneliese Heinzelmann; * 1947), deutsche Modedesignerin
- Anton Ziegler (Theologe) (1702–1774), deutscher Theologe und Hochschullehrer
- Anton Ziegler (Verleger) (1793–1869), österreichischer Schriftsteller, Maler, Kartograf und Verleger
- Anton Ziegler (Heimatforscher) (1887–1968), österreichischer Schuldirektor, Heimatforscher und Autor
- Anton Ziegler (Grafiker) (1894–1974), österreichischer Grafiker
- Arne Ziegler (* 1963), deutscher Germanist
- Arnold Bürkli-Ziegler (1833–1894), Schweizer Ingenieur
- August Ziegler (1885–1937), deutscher Önologe
- August Gottfried Ziegler (1847–1918), deutscher Jurist
- Augustin Ziegler (1720–1778), römisch-katholischer Geistlicher

### B
- Beata Ziegler (1885–1959), deutsche Musikpädagogin
- Beate Harms-Ziegler (* 1949), deutsche Juristin, Rechtsanwältin, Notarin und Richterin
- Béatrice Ziegler (* 1951), Schweizer Historikerin
- Benno Ziegler (Sänger) (1887–1963), deutscher Sänger (Bariton)
- Benno Ziegler (Komponist) (1891–1965), deutscher Komponist und Bibliothekar
- Benno Ziegler (Verleger) (1894–1949), deutscher Verleger
- Bernard Ziegler (1933–2021), französischer Pilot und Airbus-Manager
- Bernd Ziegler (* 1946), deutscher Volkswirt, Wirtschaftswissenschaftler und Hochschullehrer
- Bernhard Ziegler (Theologe) (1496–1552), deutscher Theologe und Hebraist
- Bernhard Ziegler, Pseudonym von Alfred Kurella (1895–1975), deutscher Schriftsteller, Übersetzer und Kulturfunktionär
- Bernhard Ziegler (Physiker) (* 1926), deutscher Physiker und Hochschullehrer in Mainz
- Bernhard Ziegler (Paläontologe) (1929–2013), deutscher Paläontologe, Hochschullehrer und Museumsdirektor
- Bernhard Ziegler (Journalist) (* 1964), deutscher Journalist
- Birgit Ziegler (* 1959), deutsche Wirtschaftspädagogin und Hochschullehrerin
- Bruno Ziegler (1879–1941), deutscher Bildhauer

### C
- Carl Ziegler (Unternehmer), deutscher Unternehmer und Politiker, MdL Sachsen (1839–1847)
- Carl Friedrich Wilhelm August von Ziegler und Klipphausen (1770–1841), deutscher Rittergutsbesitzer und Politiker, MdL Sachsen (1833–1841)
- Caspar Ziegler (Amtmann) († 1515/1518), sächsischer Amtmann; sächsischer Rat in Friesland
- Caspar Ziegler (1621–1690), deutscher Jurist, Dichter und Komponist
- Christian Ludwig Ziegler (1748–1818), deutscher Baumeister
- Christiana Mariana von Ziegler (1695–1760), deutsche Schriftstellerin
- Christiane Ziegler (* 1942), französische Autorin und Ägyptologin
- Christiane Ziegler (Physikerin) (* 1964), deutsche Physikerin und Hochschullehrerin
- Christiane Ziegler (Biologin) (* 1998), deutsche Biologin
- Christin Ziegler (* 1989), deutsche Politikerin (CDU), MdL
- Christoph Ziegler (1616–1661), Schweizer Hauptmann
- Christoph Ziegler (1814–1888), deutscher Klassischer Philologe, Archäologe und Lehrer
- Claudia Ziegler (* 1968), deutsche Schriftstellerin
- Clemens Ziegler (* um 1480; † nach 1552), täuferischer Laienprediger und religiöser Schriftsteller

### D
- Dagmar Ziegler (* 1960), deutsche Politikerin (SPD)
- Dan Ziegler (* 1957), deutscher Mediziner und Diabetologe
- Daniel Ziegler (Maler) (1716–1806), Elsässer Maler
- Daniel Ziegler (* 1973), Schweizer Musiker
- Daniela Ziegler (* 1948), deutsche Schauspielerin
- Delores Ziegler (* 1951), US-amerikanische Opernsängerin
- Diepold Ziegler (1728–1801), deutscher Ordensgeistlicher und Schriftsteller
- Dieter Ziegler (Politiker, I), deutscher Politiker (SED), MdV
- Dieter Ziegler (Politiker, 1937) (1937–2019), deutscher Winzer und Politiker (CDU), MdL Rheinland-Pfalz
- Dieter Ziegler (Historiker) (* 1956), deutscher Wirtschaftshistoriker und Hochschullehrer
- Dominique Ziegler (* 1970), Schweizer Schriftsteller, Dramatiker und Journalist
- Doris Ziegler (* 1949), deutsche Malerin und Grafikerin
- Dorothee Ziegler (1945–2012), deutsche Malerin

### E
- Eberhard Ziegler (Künstlername RAR von Monte Christhof; * 1941), deutscher Maler
- Edi Ziegler (1930–2020), deutscher Radsportler
- Eduard Sulzer-Ziegler (1854–1913), Schweizer Unternehmer und Politiker
- Edward Danner Ziegler (1844–1931), US-amerikanischer Politiker
- Elke Ziegler (* 1974), österreichische Wissenschaftsjournalistin
- Emil Ziegler (Pfarrer) (?–1895), Schweizer protestantischer Pfarrer
- Emil Ziegler (Unternehmer) (1885–1962), deutscher Schmuck- und Uhrenfabrikant
- Engelbert Ziegler (1948–2021), deutscher Physiker
- Erhard Ziegler (1886–1946), deutscher Jurist und Richter
- Erich Ziegler (Musiker) (1900–1948), deutscher Pianist und Komponist
- Erich Ziegler (Chemiker) (1912–1993), deutscher Chemiker und Hochschullehrer
- Erich Ziegler (Widerstandskämpfer) (1914–2004), deutscher Widerstandskämpfer und Politiker
- Erich Ziegler (Politiker) (1915–1995), deutscher Politiker (CSU)
- Erika Ziegler-Stege (1909–1997), deutsche Schriftstellerin
- Ernst Ziegler (Schriftsteller) (1847–1902), deutsch-österreichischer Schriftsteller und Übersetzer
- Ernst Ziegler (Mediziner) (1849–1905), Schweizer Mediziner und Hochschullehrer
- Ernst Ziegler (Kunstsammler) (1874–1958), deutscher Unternehmer und Kunstsammler
- Ernst Ziegler (Architekt) (1878–1939), Schweizer Architekt
- Ernst Ziegler (Historiker) (* 1938), Schweizer Historiker und Paläograph
- Ernst-Andreas Ziegler (* 1938), deutscher Journalist und Hochschullehrer
- Erwin von Ziegler (1879–1968), Schweizer Architekt
- Eugen Ziegler (Politiker, 1871) (1871–1946), Schweizer Kommunalpolitiker und Schriftsteller
- Eugen Ziegler (Politiker, 1963) (* 1963), deutscher Politiker (AfD)
- Eva Maria Ziegler (* 1962), österreichische Diplomatin

### F
- Finn Ziegler (1935–2005), dänischer Jazzmusiker
- Floyd Ziegler (* 1958), kanadischer Snookerspieler
- Frank Ziegler (Radsporttrainer) (* 1959), deutscher Radsporttrainer
- Frank Ziegler (Musikwissenschaftler) (* 1964), deutscher Musikwissenschaftler
- Frank Ziegler (Schauspieler) (* 1987), deutscher Schauspieler und Sänger
- Franz Ziegler (Komponist), deutscher Mönch und Komponist
- Franz Ziegler (Politiker, 1803) (1803–1876), deutscher Schriftsteller und Politiker (DFP), MdR
- Franz Ziegler (Fotograf) (1893–1939), niederländischer Fotograf
- Franz Ziegler (Politiker, 1899) (1899–1949), deutscher Politiker (CSU, Bayernpartei)
- Franz Ziegler (Ingenieur) (1937–2016), österreichischer Maschinenbauingenieur und Hochschullehrer
- Franz Adolf Ziegler (1833–1899), Schweizer Mediziner
- Franz Anton Ziegler (1760–1842), österreichischer Zoologe
- Franz Victor Ziegler (1814–1888), deutscher Jurist
- Friedrich Ziegler (Oberamtmann), württembergischer Oberamtmann
- Friedrich Ziegler (Pfarrer) (1832–1906), deutscher Pfarrer und Missionar
- Friedrich von Ziegler (General, 1834) (1834–1900), deutscher Generalmajor
- Friedrich von Ziegler (Verwaltungsjurist) (1839–1897), deutscher Verwaltungsjurist
- Friedrich von Ziegler (General, 1854) (Friedrich Alfred von Ziegler; 1854–1921), österreichischer General der Infanterie
- Friedrich Ziegler (Modellbauer) (1860–1936), deutscher Modellbauer
- Friedrich Ziegler (Politiker, 1887) (1887–1952), deutscher Politiker (NSDAP), Oberbürgermeister von Wandsbek
- Friedrich Ziegler (Politiker, 1907) (1907–1979), deutscher Schreiner, Kammerfunktionär und Politiker (FDP/DVP)
- Friedrich Wilhelm Ziegler (1758–1827), deutscher Schauspieler und Dramatiker
- Fritz Ziegler (1933–2020), deutscher Gewerkschafter, Politiker (SPD) und Manager

### G
- Georg Ziegler (Missionar) (1859–1923), deutscher evangelischer Missionar
- Georg Emanuel Ludwig Ziegler (1807–1867), Schweizer Handelsmann und Wohltäter
- George Ziegler (General) (1832–1912), General im amerikanischen Bürgerkrieg
- George Ziegler (Musiker) (1889–1981), kanadischer Musiker
- Gerhard Ziegler (Architekt) (1902–1967), deutscher Architekt und Raumplaner
- Gerhard Ziegler (Diplomat) (* 1948), österreichischer Diplomat, Botschafter in China
- Gerhard Ziegler (Wirtschaftsprüfer) (* 1952), deutscher Wirtschaftsprüfer und Honorarkonsul
- Gernot Ziegler (* 1967), deutscher Jazzmusiker
- Gottfried Ziegler (1840–1922), deutscher Unternehmer
- Gottlieb Ziegler (1828–1898), Schweizer reformierter Geistlicher und Politiker
- Gregor Thomas Ziegler (1770–1852), deutscher Geistlicher, Bischof von Tarnów und von Linz
- Gunter Ziegler (* 1949), österreichischer Schauspieler
- Günter Ziegler (Werkstoffwissenschaftler) (* 1938), deutscher Materialforscher
- Günter Ziegler (* 1963), deutscher Mathematiker
- Günther Ziegler (General) (1892–1945), deutscher Pilot, Fliegergeneral und Reichstagsabgeordneter (NSDAP)
- Günther Ziegler (Unternehmer) (1930–1998), deutscher Ingenieur und Unternehmer
- Günther Ziegler (Radsportler) (1933–2013), deutscher Radrennfahrer
- Gustav von Ziegler (General, 1808) (1808–1882), deutscher Generalmajor
- Gustav Ziegler (Politiker) (1827–1890), deutscher Politiker (NLP) und Kaufmann
- Gustav Ziegler (Architekt) (1847–1908), deutscher Architekt
- Gustav von Ziegler (General, 1861) (1861–1915), österreichischer General der Kavallerie

### H
- Hans von Ziegler (1810–1865), Schweizer Jurist, Richter und Schaffhauser Stadtpräsident (1851–1865)
- Hans Ziegler (Politiker) (1877–1957), deutscher Politiker (SPD), Oberbürgermeister von Nürnberg
- Hans Ziegler (Musikpädagoge) (1879–1940), deutscher Instrumentallehrer
- Hans Ziegler (Schauspieler) (1879–1961), deutsch-österreichischer Schauspieler, Regisseur und Theaterdirektor
- Hans Ziegler (Bibliothekar) (1887–1970), deutscher Bibliothekar
- Hans Ziegler (NS-Opfer) (um 1902–1935), deutscher Kommunist und NS-Opfer, siehe Horst Wessel #Schuldfrage
- Hans Ziegler (Physiker) (1910–1985), Schweizer Physiker, Hochschullehrer und Autor
- Hans Ziegler (Ingenieur) (1911–1999), deutscher Raumfahrtingenieur
- Hans Ziegler (Fußballspieler) (1920–2017), deutscher Fußballspieler und Leichtathlet
- Hans Ziegler, Geburtsname von Jean Ziegler (* 1934), Schweizer Soziologe und Politiker (SP)
- Hans Ziegler (Manager) (* 1952), Schweizer Manager
- Hans Ziegler (Wirtschaftswissenschaftler), deutscher Wirtschaftswissenschaftler und Hochschullehrer
- Hans Etter-Ziegler (1908–1964), Schweizer Kaufmann und Wirtschaftsmanager
- Hans-Jürgen Ziegler (* 1951), deutscher Stabhochspringer
- Hans Salomon Ziegler (1798–1882), deutscher Maler
- Hans Severus Ziegler (1893–1978), deutscher Publizist, Intendant, Lehrer und NS-Funktionär
- Hans-Willi Ziegler (1899–1987), deutscher Psychologe und Erziehungswissenschaftler
- Harald Sack Ziegler (* 1961), deutscher Musiker
- Hartmut Richard Friedrich Ziegler (* 1967), deutscher Musiker, Mitglied von Stereo Total
- Heide Ziegler (* 1943), deutsche Amerikanistin
- Heinrich Ziegler (Glockengießer), deutscher Glockengießer
- Heinrich Ziegler (Theologe) (1841–1913), deutscher Theologe
- Heinrich Ziegler (Architekt) (1875–1914), Soldat und Architekt in Deutsch-Südwestafrika
- Heinrich Ziegler (Fechter) (1891–1918), deutscher Fechter
- Heinrich Blattmann-Ziegler (1869–1939), Schweizer Fabrikant
- Heinrich Rieter-Ziegler (1788–1851), Schweizer Unternehmer
- Heinrich Anselm von Ziegler und Kliphausen (1663–1697), deutscher Schriftsteller
- Heinrich Ernst Ziegler (1858–1925), deutscher Zoologe
- Heinrich Friedrich Ziegler (1826–1882), Mitglied des Preußischen Abgeordnetenhauses sowie des Kurhessischen Kommunallandtages Kassel
- Heinrich Jakob Ziegler (1888–1973), Schweizer Maler und Radierer
- Heinz Ziegler (1894–1972), deutscher General der Artillerie
- Heinz Ziegler (Unternehmensberater) (* 1947), Unternehmensberater und Dozent
- Heinz Otto Ziegler (1903–1944), tschechischer Soziologe
- Helmut Ziegler (1913–1971), deutscher Politiker (SPD)
- Hendrik Ziegler (* 1968), deutscher Kunsthistoriker
- Henri de Ziegler (1885–1970), Schweizer Philologe und Schriftsteller
- Henri Ziegler (1906–1998), französischer Ingenieur und Manager
- Hermann Ziegler (General) (1869–1941), deutscher Generalmajor
- Hermann Ziegler (Tiermediziner) (1894–1970), Schweizer Tiermediziner und Hochschullehrer
- Hermann Ziegler (Heimatforscher) (1912–2004), deutscher Heimatforscher
- Hermann Eugen Ziegler, eigentlicher Name von Mano Ziegler (1908–1991), deutscher Testpilot, Journalist und Schriftsteller
- Hermine Ziegler (eigentlich Hermine Ziegltrum; 1884–1965), deutsche Schauspielerin
- Hilde Ziegler (1939–1999), deutsche Schauspielerin und Schriftstellerin
- Horst Ziegler (1941–2012), deutscher Physiker und Hochschullehrer
- Hubert Ziegler (Botaniker) (1924–2009), deutscher Botaniker und Pflanzenphysiologe
- Hubert Ziegler (Diplomat) (* 1948), deutscher Diplomat
- Hugo Ziegler (1898–1978), deutscher Maler

### I
- Inge Ziegler (* 1964), deutsche Fußballspielerin

### J
- Jakob Ziegler (Theologe) (um 1470–1549), deutscher Theologe
- Jakob Ziegler (Maler) (1823–1856), Schweizer Maler und Illustrator
- Jakob Ziegler (Politiker) (1894–1974), deutscher Politiker (CDU)
- Jakob Ziegler-Pellis (1775–1863), Schweizer Erfinder und Fabrikant
- Jakob Ziegler-Sulzberger (1801–1875), Schweizer Maler und Grafiker
- Jakob Anton Ziegler (1893–1944), deutscher katholischer Pfarrer
- Jakob Christoph Ziegler (General) (1768–1859), Schweizer General
- Jakob Christoph Ziegler (Beamter) (1791–1825), Kolonialbeamter und Söldner
- Jakob Josef Ziegler (1798–1856), deutscher Gastronom und Politiker
- Jakob Melchior Ziegler (1801–1883), Schweizer Kartograf und Verleger
- Jean Ziegler (* 1934), Schweizer Soziologe, Politiker und Autor
- Jean Ziegler (Romanist) (1907–2001), französischer Romanist
- Joachim Ziegler (1904–1945), deutscher General
- Joachim Sigismund von Ziegler und Klipphausen (1660–1734), deutscher Rittergutsbesitzer
- Johann Andreas Ziegler (1749–1802), deutscher Kupferstecher und Grafiker
- Johann Carl Ziegler-de Bary (1798–1847), deutscher Kaufmann und Abgeordneter
- Johann Christian Ziegler (1803–1833), deutscher Maler
- Johann Friedrich Ziegler (1785–1860), deutscher Jurist, Königlich Hannoverscher Amtmann
- Johann Georg Ziegler (Bildhauer) (1744–1832), Bildhauer und Bildstockmeister
- Johann Georg Ziegler (1859–1923), deutscher Missionar, siehe Georg Ziegler (Missionar)
- Johann Gotthilf Ziegler (1688–1747), deutscher Komponist und Organist
- Johann Heinrich Ziegler (Chemiker, 1738) (1738–1818), Schweizer Chemiker, Mediziner, Unternehmer und Theologe
- Johann Heinrich Ziegler (Chemiker, 1857) (1857–1936), Schweizer Farbstoffchemiker und Naturphilosoph
- Johann Reinhard Ziegler (Johann Erhard Ziegler; 1569–1636), deutscher Priester, Mathematiker, Astronom und Hochschullehrer
- Johannes Ziegler (1842–1907), Lehrer, Pädagoge, Schriftsteller, Ortsvorsteher, Gründer und Unternehmer sozialer Einrichtungen
- John Ziegler (Sportfunktionär) (1934–2018), US-amerikanischer Sportfunktionär
- John van Nes Ziegler (1921–2006), deutscher Politiker (SPD)
- John L. Ziegler (* 1938), US-amerikanischer Mediziner
- Josef Ziegler (Maler) (1785–1852), österreichischer Maler
- Josef Ziegler (Komponist, 1880) (1880–1941), österreichisch-deutscher Kapellmeister, Chorleiter und Komponist
- Josef Ziegler (Politiker) (1924–2014), Schweizer Politiker (CVP) und Redaktor
- Josef Ulrich-Ziegler (1914–1971), Schweizer Ingenieur und Geometer
- Josef Georg Ziegler (1918–2006), deutscher Moraltheologe und Hochschullehrer
- Josef Wolfgang Ziegler (1906–2000), österreichischer Komponist und Chorleiter
- Joseph Ziegler (Politiker) (1816–1908), deutscher Theologe und Politiker, MdL Bayern
- Joseph Ziegler (Theologe) (1902–1988), deutscher Geistlicher, Alttestamentler und Hochschullehrer
- Joseph Ziegler, Geburtsname von Joseph Offenbach (1904–1971), deutscher Schauspieler
- Joseph Ziegler (Schauspieler) (auch Joe Ziegler), deutscher Schauspieler
- Joseph H. Ziegler (1928–1988), deutscher Geologe und Paläontologe
- Juliane Ziegler (* 1981), deutsche Fernsehmoderatorin
- Julius Ziegler (Politiker) (1812–1878), deutscher Politiker, Abgeordneter der Badischen Ständeversammlung
- Julius Ziegler (Chemiker) (1840–1902), deutscher Chemiker, Botaniker und Meteorologe
- Julius Ziegler (Wirtschaftswissenschaftler) (1863–1945), österreichischer Wirtschaftswissenschaftler, Rektor der Hochschule für Welthandel Wien
- Julius Caspar Ziegler (1806–1862), Schweizer Jurist, Gutsbesitzer und Politiker

### K
- Karl Ziegler (Politiker) (1774–1842), deutscher Politiker, MdL Baden
- Karl Ziegler (Dichter) (1812–1877), österreichischer Dichter
- Karl Ziegler (Maler) (1866–1945), siebenbürgisch-deutscher Maler
- Karl Ziegler (Beamter) (1878–nach 1942), deutscher Postbeamter, Präsident der Reichspostdirektion Köln und Heeresfeldpostmeister
- Karl Ziegler (Sänger) (1886–1944), deutscher Opernsänger (Tenor)
- Karl Ziegler (1898–1973), deutscher Chemiker
- Karl Ziegler (Radsporttrainer) (1919–2019), deutscher Radsporttrainer
- Karl-Heinz Ziegler (* 1934), deutscher Rechtswissenschaftler
- Karlheinz Ziegler (1935–2008), deutscher Maler
- Karl Walter Ziegler (1930–2019), deutscher Politiker (CDU)
- Karoline Ziegler, Geburtsname von Caroline Beck (1766–1784), deutsche Schauspielerin
- Kate Ziegler (* 1988), US-amerikanische Schwimmerin
- Kay-Uwe Ziegler (* 1963), deutscher Politiker (AfD)
- Kim Ziegler (1958–2024), dänischer Fußballspieler
- Kimiko Nakayama-Ziegler (* 1948), literarische Übersetzerin und Universitätsdozentin
- Klara Ziegler (1844–1909), deutsche Schauspielerin
- Klaus Ziegler (Philologe) (1908–1978), deutscher Philologe
- Klaus Ziegler (Politiker) (* 1953), deutscher Politiker (FDP), MdBB
- Klaus Martin Ziegler (1929–1993), deutscher Organist
- Konrat Ziegler (1884–1974), deutscher Klassischer Philologe
- Kornelia Ziegler (* 1953), deutsche Veterinärmedizinerin und Hochschullehrerin
- Kurt Ziegler (Verleger) (vor 1899–1953), deutscher Zeitungsverleger
- Kurt Ziegler (Mediziner) (* 1932), deutscher Internist und Tropenmediziner

### L
- Laila Ziegler (* 2006), deutsche Kinderdarstellerin und Model
- Leonhard Ziegler (1770–1846), Schweizer Indigo-Unternehmer in Indien
- Leopold Ziegler (1881–1958), deutscher Philosoph
- Lousiane Penha Souza Ziegler (* 1985), brasilianische Volleyballspielerin
- Ludwig Ziegler (Geistlicher) (1819–1870), Schweizer reformierter Theologe und Pfarrer
- Ludwig Ziegler (Maler) († 1944), deutscher Maler und Unternehmer

### M
- Mackenzie Ziegler (* 2004), US-amerikanische Tänzerin, Schauspielerin, Sängerin und Model
- Maddie Ziegler (* 2002), US-amerikanische Schauspielerin, Tänzerin und Model
- Manfred Ziegler (1934–2014), deutscher Urologe, Hochschullehrer und Klinikdirektor
- Mano Ziegler (Hermann Ziegler; 1908–1991), deutscher Pilot und Schriftsteller
- Marc Ziegler (* 1976), deutscher Fußballtorhüter
- Marcus Ziegler (* 1973), deutscher Fußballspieler
- Margarete Ziegler-Raschdorf (* 1951), deutsche Politikerin (CDU)
- Margarethe von Ziegler (1854–1878), deutsch-österreichische Schauspielerin
- Maria Ziegler (Malerin) (1876–1970), deutsche Malerin
- Maria Schneider-Ziegler (* 1948), Schweizer Scherenschneiderin
- Martha Ziegler (1899–1957), deutsche Schauspielerin
- Martin Ziegler (Architekt) (1896–nach 1940), österreichisch-amerikanischer Architekt
- Martin Ziegler (Theologe) (1931–2015), deutscher Theologe
- Martin Ziegler (Geologe, 1931) (* 1931), Schweizer Geologe
- Martin Ziegler (Geotechniker) (* 1954), deutscher Bauingenieur und Hochschullehrer
- Martin Ziegler (Schriftsteller) (* 1956), deutsch-französischer Schriftsteller und Übersetzer
- Martin Ziegler (Mathematiker) (* 1968), deutscher Mathematiker
- Martin Ziegler (Geologe, 1983) (* 1983), deutscher Geologe
- Matilda Ziegler (* 1964), englische Schauspielerin
- Matthes Ziegler (1911–1992), deutscher Theologe und Parteifunktionär (NSDAP)
- Max Ziegler (1921–2012), Schweizer Architekt
- Maximilian Ziegler (* 1992), deutscher Politiker
- Michael Ziegler (Philologe) (1563–1615), deutscher Arzt, Philologe und Hochschullehrer
- Michael Ziegler (Propst) (1744–1823), österreichischer Priester, Propst von Sankt Florian
- Michael Ziegler (Maler) (* 1960), österreichischer Maler und Zeichner
- Miriam Ziegler (* 1994), österreichische Eiskunstläuferin

### N
- Norbert Ziegler (* 1953), deutscher Fußballspieler

### O
- Oliver Ziegler (* 1979), deutscher Musiker und Filmemacher
- Oskar Ziegler (1893–1962), schweizerisch-amerikanischer Pianist
- Oswald Ziegler (1933–2014), Schweizer Politiker (CVP)
- Otto Ziegler (Jurist) (1863–1927), deutscher Jurist und Richter
- Otto Ziegler (Autor), deutscher Sachbuchautor
- Otto Ziegler (Mediziner) (1879–1931), deutscher Mediziner
- Otto Ziegler (Politiker) (1895–1956), deutscher Politiker (SPD)
- Otto Ziegler (Fußballspieler), deutscher Fußballspieler

### P
- Pablo Ziegler (* 1944), argentinischer Pianist, Komponist und Arrangeur
- Patrick Ziegler (* 1990), deutscher Fußballspieler
- Paul Ziegler (Bischof) (1471–1541), deutscher Geistlicher, Bischof von Chur
- Paul Ziegler (Komponist) (1852–1921), deutscher Komponist
- Paul Ziegler (Architekt, 1860) (1860–1943), deutscher Bauingenieur, Architekt und Baubeamter
- Paul Ziegler (Politiker, 1871) (1871–1945), deutscher Politiker (DDP), MdR
- Paul Ziegler (Architekt, 1874) (1874–1956), deutscher Architekt und Baubeamter
- Paul Ziegler (Politiker, 1892) (1892–1956), deutscher Politiker (FDP), MdL Bayern
- Paul Carl Eduard Ziegler (1800–1882), Schweizer Politiker und Militär
- Peter Ziegler (Historiker) (1937–2024), Schweizer Historiker
- Peter Ziegler (Journalist) (* 1945), Schweizer Journalist
- Peter Ziegler (Fußballspieler) (* 1953), deutscher Fußballspieler
- Peter A. Ziegler (1928–2013), Schweizer Geologe
- Philipp Ziegler (1833–1880), Schweizer Händler

### R
- Rebekka Ziegler (* 1991), deutsche Jazzmusikerin
- Regina Ziegler (* 1944), deutsche Filmproduzentin
- Reinhard Ziegler (* 1955), deutscher Fußballspieler
- Reinhard Ziegler (Mediziner) (* 1935), deutscher Internist und Hochschullehrer
- Reinhold Ziegler (1955–2017), deutscher Schriftsteller
- René Ziegler (* um 1969), deutscher Psychologe und Hochschullehrer
- Reto Ziegler (* 1986), Schweizer Fußballspieler
- Richard Ziegler (Pseudonyme Jean Georg Vincent, Robert Ziller; 1891–1992), deutscher Maler, Zeichner und Grafiker
- Robert Ziegler (* 1967), österreichischer Fernsehjournalist und Moderator
- Roland Eduard Manuel Ziegler (1899–1962), Schweizer Jurist und Major
- Rolf Ziegler (Soziologe) (* 1936), deutscher Soziologe
- Rolf Ziegler (Leichtathlet) (* 1951), deutscher Leichtathlet
- Rolf Ziegler (Maler) (1955–2010), Schweizer Maler und Lithograph
- Rolf Ziegler (Eishockeyspieler) (* 1975), Schweizer Eishockeyspieler
- Ron Ziegler (1939–2003), US-amerikanischer Pressesprecher
- Rosa Hannah Ziegler (* 1982), deutsche Drehbuchautorin und Filmregisseurin
- Rudolf Ziegler (Pfarrer) (1788–1856), Schweizer protestantischer Pfarrer und Theologe
- Rudolf Ziegler (Dichter) (1861–1926), Schweizer Lehrer und Mundartdichter
- Rudolf Ziegler (* 1957), deutscher Steuermann im Rudern
- Ruprecht Ziegler (* 1945), österreichischer Althistoriker

### S
- Sabine Ziegler (* 1965), Schweizer Umweltwissenschaftlerin und kantonale Politikerin
- Siegfried Ziegler (Maler) (1894–1971), deutscher Maler, 1938 nach New York emigriert
- Siegfried Ziegler (1902–1984), deutscher Esperantist
- Sven Ziegler (* 1994), deutscher Eishockeyspieler

### T
- Tamar Ziegler (* 1971), israelische Mathematikerin
- Tanja Ziegler (* 1966), deutsche Filmproduzentin und Kinobetreiberin
- Theo Ziegler (* 1963), deutscher Jurist und Richter
- Theobald Ziegler (1846–1918), deutscher Philosoph
- Theodor Ziegler (Maler) (1830–1914), deutscher Maler
- Theodor Ziegler (Politiker) (1832–1917), Schweizer Politiker und Anwalt
- Theodor Ziegler (Geodät) (1926–2024), deutscher Geodät und Verwaltungsbeamter
- Thilo Ziegler (1937–2015), deutscher Politiker, Bergmann und Heimatforscher
- Thomas Ziegler (Maler) (1947–2014), deutscher Maler und Zeichner
- Thomas Ziegler (Schriftsteller) (bürgerlich Rainer Zubeil; 1956–2004), deutscher Schriftsteller und Übersetzer
- Thomas Ziegler (Chemiker), deutscher Chemiker und Hochschullehrer
- Thomas Ziegler (Bühnenbildner) (* 1958), Schweizer Bühnenbildner
- Thomas Ziegler (Manager) (* 1967), deutscher Manager
- Thomas Ziegler (Kraftdreikämpfer) (* 1969), deutscher Kraftdreikämpfer
- Thomas Ziegler (Zoologe) (* 1970), deutscher Zoologe
- Thomas Ziegler (Eishockeyspieler) (* 1978), Schweizer Eishockeyspieler
- Thomas Ziegler (Radsportler) (* 1980), deutscher Radrennfahrer
- Timocin Ziegler (* 1986), deutscher Schauspieler
- Toby Ziegler (* 1972), britischer Künstler
- Tom Ziegler (1945–2015), dänisch-kanadischer Chemiker

### U
- Ulf Erdmann Ziegler (* 1959), deutscher Schriftsteller
- Ulrich Ziegler (1942–1994), deutscher Entomologe
- Ursula Oswald-Ziegler (* 1957), deutsche Tischtennisspielerin
- Uwe Ziegler (* 1942), deutscher Fußballspieler

### V
- Vanessa Ziegler (* 1999), deutsche Fußballspielerin
- Vera Ziegler (1914–1996), deutsche Schauspielerin, Galeristin und Verlegerin
- Volker Ziegler (* 1966), deutscher Tischtennistrainer

### W
- Walter Ziegler (Künstler, 1859) (1859–1932), böhmisch-deutsch-österreichischer Maler, Grafiker und Autor
- Walter Ziegler (Künstler, 1887) (1887–nach 1924), deutscher Maler, Illustrator und Gärtner
- Walter Ziegler (Bauingenieur) (1892–1969), Schweizer Bauingenieur und Verbandsfunktionär
- Walter Ziegler (Richter) (1912–1977), deutscher Jurist und Richter
- Walter Ziegler (Historiker) (* 1937), deutscher Historiker
- Walter Ziegler (Radsportler) (1938–2021), rumänischer Radsportler
- Walter Ziegler (Archivar) (* 1947), deutscher Historiker und Archivar
- Walter W. Ziegler (* 1947), deutscher Goldschmied, Schmuckdesigner und Installationskünstler
- Werner Ziegler (Soldat) (1916–2001), deutscher Offizier
- Werner Ziegler (Maler) (* 1948), deutscher Maler, Bildhauer und Fotograf
- Werner Ziegler (Wirtschaftswissenschaftler) (* 1950), deutscher Wirtschaftswissenschaftler und Hochschullehrer
- Werner Karl Ludwig Ziegler (1763–1809), deutscher lutherischer Theologe und Hochschullehrer
- Wilhelm Ziegler (Maler) (auch Wilhalm Ziegler; um 1480–nach 1544), deutscher Maler und Kartograf
- Wilhelm Ziegler (Politiker) (1805–1878), deutscher Politiker (NLP), MdL Preußen
- Wilhelm Ziegler (General) (1835–1897), deutscher Generalleutnant
- Wilhelm Ziegler (Bildhauer) (1857–1935), deutscher Bildhauer
- Wilhelm Ziegler (Historiker) (1891–1962), deutscher Historiker und Publizist
- Willi Ziegler (1929–2002), deutscher Paläontologe
- William Ziegler (Industrieller) (1843–1905), US-amerikanischer Industrieller
- William H. Ziegler (1909–1977), US-amerikanischer Filmeditor
- Willy Ziegler (Politiker) (1879–1939), deutscher Politiker (SPD, USPD, KPD)
- Willy Ziegler (SA-Mitglied) (1899–1942), deutscher Politiker (NSDAP) und SA-Führer
- Wolfgang Ziegler (General) (1890–1939), deutscher Generalmajor
- Wolfgang Ziegler (* 1943), deutscher Sänger und Komponist

### Y
- Yvonne Ziegler (* 1966), deutsche Wirtschaftswissenschaftlerin